# James Noble
James Wilkes Noble (Dallas (Texas), 5 maart 1922 – Norwalk (Connecticut), 28 maart 2016) was een Amerikaans acteur en filmproducent.

## Biografie
Noble bracht zijn jeugd vooral door in bioscopen en poolhallen, en in de bioscoop ontstond zijn liefde voor het acteervak. De high school doorliep hij in University Park in Texas. Hierna studeerde hij aan de Southern Methodist University in Dallas. Na zijn studie diende hij in de Amerikaanse marine en vocht hij mee in de Tweede Wereldoorlog. Toen hij terugkwam, leerde hij het acteren aan de Actors Studio in New York.
Noble begon  in 1950 zijn acteercarrière in de televisieserie Actor's Studio. Hierna speelde hij rollen in televisieseries en films zoals The Doctors (1968), One Life to Live (1976), Another World (1977), Summer of My German Soldier (1978), Being There (1979), Benson (1979-1986), Perfect Strangers (1989) en Bang (1995).
In Norwalk (Connecticut) had Noble in 2005 een filmproductiemaatschappij met de naam Open the Gate Pictures opgericht.

## Filmografie

### Films
Uitgezonderd korte films.
- 2010 · Fake – als Rosseau
- 1995 · Bang – als dealer van autodaken
- 1990 · Archie: To Riverdale and Back Again – als mr. Hyrum Lodge
- 1989 · Chances Are – als dr. Bailey
- 1988 · Paramedics – als chief Wilkins
- 1987 · Perry Mason: The Case of the Murdered Madam – als Leonard Weeks
- 1987 · You Talkin' to Me? – als Peter Archer
- 1987 · A Tiger's Tale – als Sinclair
- 1987 · Deadly Deception – als Ed Shoat
- 1986 · When the Bough Breaks – als dr. Warren Towle
- 1983 · Dempsey – als Gavin McNab
- 1982 · Airplane II: The Sequel – als Pastoor O'Flanagan
- 1982 · This Is Kate Bennett... – als Tom Fairmont
- 1980 · Baby Comes Home – als dr. Elliott Losen
- 1979 · Being There – als Kaufman
- 1979 · Promises in the Dark – als dr. Blankenship
- 1979 · 10 – als dr. Miles
- 1978 · Lovey: A Circle of Children, Part II – als Ed
- 1978 · Summer of My German Soldier – als Pierce
- 1978 · Breaking Up – als Harberle
- 1976 · Death Play – als Norman
- 1976 · Dragonfly – als dr. Lee
- 1973 · Who? – als generaal Deptford
- 1972 · 1776 – als John Witherspoon
- 1971 · Been Down So Long It Looks Like Up to Me
- 1971 · The Sporting Club – als Canon Pritchard
- 1968 · What's So Bad About Feeling Good? – als lid van het bestuur

### Televisieseries
Uitgezonderd eenmalige gastrollen.
- 1989 · Perfect Strangers – als Walter Appleton – 2 afl.
- 1988-1989 · Disneyland – als dr. Gilmore Blount – 2 afl.
- 1988 · First Impressions – als Raymond Voss – 8 afl.
- 1988 · A Very Peculiar Practice – als Glenn Oates – 2 afl.
- 1979-1986 · Benson – als gouverneur Eugene Xavier Gatling – 158 afl.
- 1977 · Another World – als bisschop Harris
- 1977 · The Andros Targets – als Tierney - 2 afl.
- 1970-1971 · A World Apart – als dr. Edward Sims - 2 afl.
- 1968 · The Doctors – als Bill Reynolds - 43 afl.
- 1964 · The Edge of Night – als Vic Price
- 1959-1960 · The Brighter Day – als Grayling Dennis

### Filmproducent
- 2010 · Frederick Douglas: Pathway from Slavery to Freedom - film
- 2006 · Glacier Bay – film

## TheaterwerkBroadway
- 1976-1978 The Runner Stumbles - als Toby Felker
- 1969-1972 1776 - als John Hancock / John Dickinson (understudy)
- 1963 Strange Interlude - als Charles Marsden / Edmund Darrell / Sam Evans (understudy)
- 1961 A Far Country - als Gordon Douglas
- 1949-1950 The Velvet Glove - als professor Pearson

- Biblioteca Nacional de España: XX1640900
- Bibliothèque nationale de France: cb14211417b (data)
- International Standard Name Identifier: 0000 0000 4113 644X
- Library of Congress Control Number: no97045383
- Virtual International Authority File: 43904940
- WorldCat: E39PBJg8G36PQg9CrfKTQyDrMP